# A Game of Thrones
A Game of Thrones (littéralement « un jeu de trônes ») est le premier livre de la saga Le Trône de fer écrite par George R. R. Martin. Le livre, d'ambiance médiévale, a été publié en version originale en 1996, puis en version française de 1998 à 1999. Il a remporté le prix Locus du meilleur roman de fantasy en 1997.

## Publication française
Le livre a initialement été découpé en deux parties par l'éditeur Pygmalion :
- Tome 1 : Le Trône de fer, mai 1998  (ISBN 978-2-857-04546-5)
- Tome 2 : Le Donjon rouge, janvier 1999  (ISBN 978-2-857-04569-4)

Ces deux tomes ont ensuite été publiés en format poche par l'éditeur J'ai lu :
- Tome 1 : Le Trône de fer, janvier 2001  (ISBN 978-2-290-30286-6)
- Tome 2 : Le Donjon rouge, septembre 2001  (ISBN 978-2-290-31318-3)

Les deux tomes ont ensuite été réunis en un seul volume intitulé Le Trône de fer, l'intégrale 1 pour correspondre au format d'origine :
- Pygmalion,septembre 2008  (ISBN 978-2-756-40215-4) ; réédition en septembre 2012  (ISBN 978-2-756-40810-1)
- J'ai lu, janvier 2010  (ISBN 978-2-290-01943-6)

## Résumé
Sur le continent de Westeros, Lord Eddard Stark de Winterfell est le seigneur de la province du Nord du royaume des Sept Couronnes, héritier d'une longue lignée de Stark, rude comme le climat de ses terres, mais juste et respecté. Quinze ans plus tôt, il aida son ami d'enfance Robert Baratheon à renverser le roi fou Aerys II Targaryen. Depuis lors, Robert règne sur les Sept Couronnes.  Après la mort de Jon Arryn, la Main du Roi (position la plus importante du royaume, après le roi lui-même), le roi Robert se rend dans le Nord afin de confier cette charge à Eddard. D'abord peu enthousiaste, celui-ci se laisse convaincre lorsque son épouse Catelyn reçoit un message codé de sa sœur Lysa, la veuve de Jon Arryn, dans lequel celle-ci affirme que son mari est mort assassiné par les Lannister, la famille de la reine Cersei, épouse du roi. 
Durant le séjour de la famille royale, Bran Stark, l'un des fils d'Eddard, surprend par hasard la reine faisant l'amour avec Jaime Lannister, son frère jumeau. Jaime précipite alors l'enfant dans le vide. Bran survit à la chute mais est plongé dans le coma. 
Jon Snow, le fils bâtard d'Eddard s'engage dans la Garde de Nuit, un ordre chargé de défendre le Mur, frontière nord du royaume, contre les invasions des peuples barbares vivant au-delà, surnommés les « Sauvageons ». Il rejoint Châteaunoir, un des nombreux châteaux du Mur, où il se lie d'amitié avec Samwell Tarly. Il devient ensuite l'écuyer personnel du Lord Commandant Jeor Mormont. Peu de temps après son arrivée, deux patrouilleurs de la Garde sont retrouvés, morts, au-delà du Mur. Leurs corps sont ramenés à Châteaunoir. Durant la nuit, ils reviennent à la vie et essaient de tuer le Lord Commandant mais Jon réussit à les détruire en leur mettant le feu. Afin d'éclaircir les rumeurs courant sur une possible réapparition des Autres, une race de créatures tenues pour légendaires, et de se renseigner sur les activités des Sauvageons, Mormont décide d'organiser une grande expédition au-delà du Mur.     
Eddard se rend à Port-Réal accompagné de Sansa et Arya, ses filles, afin de découvrir la vérité sur la mort de son ancien mentor Jon Arryn. Sur la route, le prince héritier Joffrey Baratheon est attaqué et blessé par le loup-garou d'Arya. Celle-ci se voit obligée de contraindre l'animal à s'enfuir dans la nature pour qu'il ne soit pas tué. Pour se venger, Cersei obtient néanmoins de Robert la mise à mort du loup-garou de Sansa, peine qu'exécute lui-même Eddard. 
À son arrivée dans la capitale, ce dernier découvre que le Conseil royal de Port-Réal est un nid d'intrigants. 
Quand Bran, toujours comateux, échappe à une tentative d'assassinat grâce à l'intervention de son loup géant, Catelyn décide de partir pour Port-Réal prévenir son mari, laissant son fils aîné, Robb Stark, gouverner le Nord. Bran se réveille peu après de son coma mais est désormais paraplégique. Arrivée à Port-Réal, Catelyn reçoit l'aide de son ami d'enfance Petyr Baelish, dit Littlefinger, le grand argentier du royaume. Celui-ci soupçonne Tyrion Lannister d'être le commanditaire de la tentative de meurtre sur Bran. Catelyn rencontre brièvement Eddard mais ne peut s'attarder. Sur le chemin du retour, elle rencontre par hasard Tyrion et le fait prisonnier. Elle l'emmène dans le Val d'Arryn gouverné par sa sœur Lysa, qui souhaite le faire exécuter. Mais Tyrion, qui clame son innocence, obtient un duel judiciaire et son champion, Bronn, remporte le combat.
En représailles de la capture de Tyrion, Jaime Lannister tend une embuscade à Eddard Stark à l'issue de laquelle ce dernier se casse la jambe. Jaime rejoint ensuite son père, Tywin Lannister, qui prépare la guerre contre les Stark. Eddard finit par apprendre en menant son enquête que les trois enfants de Robert sont en réalité le fruit des amours incestueuses de Cersei et Jaime. Par grandeur d'âme, Eddard décide de laisser à Cersei une chance de s'exiler volontairement avant de révéler la vérité à Robert. Mais le roi, parti alors à la chasse, est mortellement blessé par un sanglier. Eddard demande à Littlefinger de s'assurer le soutien du guet afin d'arrêter Cersei mais Littlefinger le trahit et Eddard est emprisonné. Sansa est également arrêtée mais Arya parvient à s'échapper. Joffrey est couronné roi et Varys, le maître des espions, persuade Eddard de reconnaître son autorité en échange de la vie sauve pour lui et Sansa. Eddard avoue alors publiquement s'être rendu coupable de trahison envers le roi mais Joffrey ordonne son exécution et Eddard est décapité. 
À la nouvelle de la capture de son père, Robb Stark rassemble ses vassaux et marche vers le sud pour combattre les Lannister. Il apprend en chemin la mort d'Eddard et s'allie avec la maison Tully, dirigée par le père de Catelyn. Il s'engage, d'autre part, à se marier avec une des descendantes de Walder Frey afin d'obtenir le libre passage sur ses terres ainsi que son soutien. Robb sépare son armée en deux et Tywin Lannister s'attaque à l'une des deux en croyant qu'il s'agit de l'armée entière de Robb. Tywin gagne la bataille mais s'aperçoit alors de la supercherie. Pendant ce temps, Robb attaque l'armée de Jaime Lannister, qui assiégeait Vivesaigues, siège de la maison Tully. Il la met en déroute et Jaime est capturé. Robb est couronné « roi du Nord » par ses vassaux tandis que Tywin, voyant que son adversaire est plus coriace que prévu, charge Tyrion d'exercer les fonctions de Main du roi à sa place pendant qu'il conduit la guerre.
Pendant ce temps, sur le continent à l'est de Westeros, Viserys Targaryen et sa jeune sœur Daenerys sont les derniers descendants de l'ancienne lignée royale renversée par Robert Baratheon. Avec l'aide du riche marchand Illyrio Mopatis, Viserys arrange le mariage de sa sœur avec Drogo, chef d'un puissant clan de redoutables cavaliers Dothrakis, afin de s'assurer son soutien pour reprendre le trône des Sept Couronnes. Daenerys reçoit en cadeau de mariage trois œufs de dragons pétrifiés, alors que Jorah Mormont, un chevalier exilé, se met à son service. De façon inattendue, Daenerys finit par trouver l'amour avec Drogo. Viserys, qui en a assez d'attendre le bon vouloir de Drogo, menace publiquement de tuer Daenerys s'il n'a pas sa couronne rapidement et Drogo lui verse une couronne d'or fondu sur la tête. Daenerys est donc désormais la dernière héritière Targaryen. Drogo est blessé lors d'un combat contre un clan rival et sa blessure, qui semblait bénigne, s'infecte. Pour sauver son mari mourant, Daenerys fait un pacte avec une sorcière, acceptant de sacrifier en échange de sa vie celle de son enfant à naître. Mais la sorcière la trompe, lui rendant Drogo vivant mais dans un état végétatif permanent. Daenerys tue Drogo et fait brûler la sorcière sur un bûcher où elle place également ses œufs de dragon. Elle y entre ensuite à son tour mais en émerge miraculeusement indemne (les vrais Targaryen étant censés être immunisés au feu) et trois dragons nouveau-nés ont éclos.

## Personnages principaux
L'une des particularités du roman est la façon dont sont structurés les chapitres, en effet, chaque chapitre du roman est raconté selon le point de vue à la troisième personne des personnages principaux (nommés personnages PoV). Le prologue et l'épilogue suivent chacun le point de vue d'un personnage secondaire qui n'apparaît plus par la suite, le plus souvent parce qu'il trouve la mort à la fin.
Voici la liste des personnages PoV de ce premier tome :
- Lord Eddard Stark, Gouverneur du Nord, Seigneur de Winterfell et Main du Roi (15 chapitres) ;
- Lady Catelyn Stark, de la maison Tully, son épouse (11 chapitres) ;
- La Princesse Daenerys Targaryen, héritière  de la dynastie targaryienne (10 chapitres) ;
- Jon Snow, quatorze ans, fils bâtard d'Eddard Stark  (9 chapitres) ;
- Tyrion Lannister, dit Le Lutin, fils de Tywin Lannister de la maison Lannister (9 chapitres) ;
- Bran Stark, sept ans, fils d'Eddard et Catelyn Stark (7 chapitres) ;
- Sansa Stark, onze ans, fille aînée d'Eddard et Catelyn Stark (6 chapitres) ;
- Arya Stark, neuf ans, fille cadette  d'Eddard et Catelyn Stark (5 chapitres).

## Accueil et distinctions
A Game of Thrones n'a pas été un best-seller à sa sortie mais sa version en livre de poche est parvenue à la 1re place de la New York Times Best Seller list le 10 juillet 2011 à la suite de la diffusion de la première saison de la série télévisée adaptée. 
En 1997, A Game of Thrones a remporté le prix Locus du meilleur roman de fantasy et a été nommé au prix World Fantasy du meilleur roman. En 1998, il a été nommé au prix Nebula du meilleur roman.

## Adaptations
Le livre a été adapté à la télévision dans la saison 1 du Trône de fer.
Il a aussi été adapté au format comics. La série est écrite par Daniel Abraham et dessinée par Tommy Patterson et est publiée chez Dynamite Entertainment en version originale et chez Dargaud en version française.

## Livres audio en français
- George R. R. Martin (trad. Jean Sola), Le Trône de fer. 1 [« A Game of Thrones »], Paris, éd. Gallimard, coll. « Écoutez lire », 13 mars 2014 (ISBN 978-2-07-014715-1)Narrateur : Bernard Métraux ; support : 2 disques compacts audio MP3 ; durée : 20 h environ ; référence éditeur : Gallimard A14715.
- George R. R. Martin (trad. Jean Sola), Le Trône de fer. 2. Le Donjon rouge [« A Game of Thrones »], Paris, éd. Gallimard, coll. « Écoutez lire », 21 novembre 2014 (ISBN 978-2-07-014369-6)Narrateur : Bernard Métraux ; support : 2 disques compacts audio MP3 ; durée : 17 h environ ; référence éditeur : Gallimard A14369.